# Icterícia
Icterícia é a pigmentação amarela ou verde da pele e da parte branca do olho causada por níveis elevados de bilirrubina no sangue. Em muitos casos está associada a prurido. As fezes podem ser de cor clara e a urina de cor escura. A icterícia em recém-nascidos ocorre na primeira semana de mais de metade dos nascimentos e na maior parte dos casos não é um problema. No entanto, se os níveis de bilirrubina se mantiverem elevados por muito tempo podem causar uma lesão cerebral denominada querníctero.
As causas de icterícia são variadas, desde as que não são um problema sério até às que são potencialmente fatais. A concentração normal de bilirrubina no plasma sanguíneo é inferior a 1,0 mg/dL (17 µmol/L). A icterícia é geralmente causada por concentrações superiores a 2–3 mg/dL (34-51 µmol/L), condição que se denomina hiperbilirrubinemia. A hiperbilirrubinemia divide-se em dois tipos: não conjugada (indireta) e conjugada (direta). O diagnóstico de hiperbilirrubinemia conjugada pode ser confirmado com a deteção de bilirrubina na urina.
A hiperbilirrubina não conjugada pode ser o resultado de anemia hemolítica, hematomas de grande dimensão, condições genéticas como a síndrome de Gilbert, não comer durante muito tempo, icterícia neonatal ou doenças da tiróide. A hiperbilirrubina conjugada pode ser o resultado de doenças do fígado como a cirrose ou hepatite, infeções, alguns medicamentos ou bloqueio do canal biliar. Em países desenvolvidos, as causas mais comuns são o bloqueio do canal biliar ou medicamentos, enquanto em países em vias de desenvolvimento, as causas mais comuns são infeções como a hepatite viral, leptospirose, esquistossomose ou malária. O bloqueio do canal biliar pode ser o resultado de cálculos na vesícula, cancro ou pancreatite. Os bloqueios do canal biliar podem ser diagnosticados com exames imagiológicos como a ecografia. Entre outras condições que causam pigmentação amarela da pele mas que não são icterícia estão a concentração excessiva de carotenoides resultante da ingestão excessiva de carotenos na dieta e alguns medicamentos como a rifampicina.
O tratamento de icterícia depende da causa subjacente. Na presença de um bloqueio do canal biliar, geralmente é necessária uma intervenção cirúrgica. Nos outros casos, o tratamento é médico. O tratamento médico pode consistir no tratamento das causas infecciosas e em interromper o uso de medicamentos que possam estar a contribuir para a situação. Em recém-nascidos, dependendo da idade e da prematuridade, os níveis de bilirrubina superiores a 4–21 mg/dL (68-360 µmol/L) podem ser tratados com fototerapia ou transfusão de sangue. O prurido associado pode ser aliviado com o dreno da vesícula biliar ou com ácido ursodesoxicólico.